# Вторая битва при Ламии
Вторая битва при Ламии произошла в 209 году до н. э. между войсками Филиппа V Македонского и Пиррия, генерала Этолийского союза. Пиррию снова помогли войска Пергама и римские советники, но он снова потерпел поражение. Его сторона понесла тяжёлые потери.

## Фон
Весной 210 года до н. э. Левин снова отплыл из Керкиры со своим флотом и с этолийцами захватил Антикиру в Фокиде. Рим поработил жителей, и Этолия завладела городом.
Несмотря на некоторый страх перед Римом и обеспокоенность его методами, коалиция, настроенная против Филиппа, продолжала расти. Согласно договору, Пергам, Элида и Мессения, а затем и Спарта согласились присоединиться к союзу против Македонии. Римский флот вместе с пергамским флотом контролировал море, а Македонии и её союзникам на суше угрожала остальная часть коалиции. Римская стратегия обременить Филиппа войной между греками в Греции оказалась настолько успешной, что, когда Левин отправился в Рим, чтобы занять своё консульство, он смог сообщить, что легион, развёрнутый против Филиппа, можно было спокойно снять.
Однако элейцы, мессенцы и спартанцы оставались пассивными на протяжении 210 года до н. э., а Филипп продолжал наступать. Он обложил и взял Эхин, используя обширные осадные работы, отбив попытку освободить город этолийским стратегом Доримахом и римским флотом, которым теперь командовал проконсул Публий Сульпиций Гальба Максим. Двигаясь на запад, Филипп, вероятно, также захватил Фалару, близлежащий порт города Ламия в Малиакском заливе. Сульпиций и Доримах взяли Эгину, остров в Сароническом заливе, который этолийцы продали пергамскому царю Атталу за тридцать талантов, и который он должен был использовать в качестве своей базы операций против Македонии в Эгейском море.
Весной 209 года до н. э. Филипп получил просьбы о помощи от своего союзника Ахейского союза на Пелопоннесе, на которого напали Спарта и этолийцы. Он также слышал, что Аттал был избран одним из двух верховных главнокомандующих Этолийского союза, и ходили слухи, что он намеревался пересечь Эгейское море из Малой Азии. Именно из-за этого царь Филипп решил двинуться на юг в Грецию. В Первой битве при Ламии Этолийский союз потерял почти 1000 человек.